# Villaverde de Rioja
Villaverde de Rioja est une commune de la communauté autonome de La Rioja, en Espagne.